# Fiat B.R.1
Il FIAT B.R.1 era un bombardiere biplano biposto prodotto dall'azienda italiana Fiat Aviazione negli anni venti.
Sviluppato dall'ingegner Celestino Rosatelli dal precedente Fiat B.R. venne impiegato in servizio operativo nei reparti della Regia Aeronautica finendo la carriera come aereo da addestramento. Due esemplari vennero acquistati anche dalla Svenska Flygvapnet.

## Storia del progetto
Il B.R.1 fu l'evoluzione del precedente Fiat B.R., alla cui realizzazione l'ingegner Celestino Rosatelli si dedicò a partire dal 1923.
Si trattò, sostanzialmente, di un aggiornamento del precedente velivolo; le differenze principali erano costituite dalla struttura dei montanti interalari, dalla conformazione del carrello d'atterraggio e dall'impiego di un nuovo radiatore di tipo più moderno.
Il B.R.1 subentrò al predecessore, sia nelle linee di montaggio che (gradualmente) nei reparti della Regia Aeronautica a partire dal 1924.

## Tecnica
Il B.R.1 era un biplano monomotore dall'impostazione classica e manteneva la struttura mista (legno e metallo) del diretto predecessore.
La fusoliera era caratterizzata da due abitacoli posti in tandem, l'anteriore per il pilota, il posteriore per l'osservatore-puntatore dotato di mitragliatrice brandeggiabile di difesa. Posteriormente terminava in un impennaggio classico monoderiva dotato di piani orizzontali controventati.
I due piani alari, di cui il superiore di lunghezza maggiore, presentavano dimensioni più ampie rispetto al precedente B.R.; era invece stato completamente rivisto il sistema di collegamento tra i due piani che non prevedeva più le due coppie di montanti ma era costituito da una travatura reticolare di tipo "Warren" in tubi d'acciaio saldati.
Il carrello d'atterraggio era fisso, dotato anteriormente di grandi elementi monoruota tra loro indipendenti, collegati alla parte inferiore di fusoliera ed alle semiali inferiori mediante una struttura tubolare; il carrello era integrato posteriormente da un pattino d'appoggio.
La propulsione era affidata al Fiat A.14, un 12 cilindri a V di 60° raffreddato a liquido capace di 700 CV (515 kW), dotato di un nuovo e più efficiente radiatore ed abbinato ad un'elica bipala in legno a passo fisso.

## Impiego operativo
A partire dal 1924, il B.R.1 andò progressivamente a sostituire nei reparti di bombardamento della Regia Aeronautica il precedente B.R. da cui derivava. Nei nuovi velivoli venne sperimentato un sistema per lo sgancio delle bombe a cilindri rotanti e, in funzione del nuovo tipo di carrello d'atterraggio che consentiva di mantenere sgombro lo spazio sottostante la fusoliera, furono effettuate prove per il lancio di siluri.
L'aviazione militare del Regno d'Italia mise in servizio quasi tutti gli esemplari costruiti e, sul finire degli anni trenta, provvide all'aggiornamento dei velivoli ancora in servizio mediante l'installazione di un motore di maggior potenza. Tale trasformazione diede origine alla nuova variante del velivolo denominata Fiat B.R.2.
Come il precedente B.R. anche il B.R.1 all'inizio della carriera ottenne un primato di quota, trasportando un carico utile di 1 500 kg a 5 516 m di quota.
La Flygkompaniet, l'aviazione dell'esercito svedese, che già disponeva di due (o tre) Fiat B.R., fu l'unica forza armata straniera ad acquistare i B.R.1: vennero infatti acquisiti due velivoli che, quando nel 1926 vennero assegnati alla neocostituita Svenska Flygvapnet, furono ridesignati B 2 (anche se altra fonte sostiene sia stata mantenuta la designazione del modello precedente). In ogni caso gli esemplari acquistati ebbero un impiego marginale malgrado siano stati radiati solo nel corso del 1937.

## Utilizzatori
Italia
- Corpo Aeronautico Militare
- Regia Aeronautica

 Svezia
- Flygkompaniet
- Svenska Flygvapnet